# Klassen im Senat der Vereinigten Staaten
Die Klassen im Senat der Vereinigten Staaten bestimmen das Wahljahr der Mitglieder des Senats der Vereinigten Staaten. Die Zuteilung der Klassen zu den Staaten ist fest und wurde seit 1789 bzw. dem jeweiligen Beitritt zur Union nicht geändert. Die Senatssitze neu aufgenommener Staaten werden so auf die Klassen verteilt, dass diese möglichst gleich groß bleiben.

## Allgemeines
Jeder Bundesstaat wird im Kongress von zwei Senatoren vertreten, die normalerweise für eine Amtszeit von sechs Jahren gewählt werden. Die Verfassung der Vereinigten Staaten bestimmt, dass alle zwei Jahre ein Drittel des Senats neu zu wählen ist. Um dies zu erreichen, gehört jeder Senator einer von drei Klassen an. Die Wahl findet seit 1914 jeweils im November von geraden Jahren statt, die Amtszeit beginnt und endet jeweils Anfang des folgenden Jahres (mit ungerader Jahreszahl), bis 1933 am 4. März, seit Inkrafttreten des 20. Zusatzartikels 1935 am 3. Januar.
Seit 1960 gibt es 50 Bundesstaaten, von den 100 Senatssitzen gehören jeweils 33 Sitze zu den Klassen I und II, 34 gehören zur Klasse III.
Seit Inkrafttreten des 17. Zusatzartikels 1913 werden die Senatoren direkt vom Volk gewählt. Dies war bundesweit erstmals bei der Wahl 1914 der Fall. Vorher bestimmte die Verfassung, dass die Senatoren vom Parlament des jeweiligen Staates bestimmt würden, wobei einige Staaten allerdings bereits einige Jahre vor 1913 eine allgemeine Wahl zur Bestimmung der Senatoren abgehalten hatten, deren Ergebnis vom Staatsparlament nur noch bestätigt wurde.
Wird ein Senatssitz vakant, weil der Amtsinhaber stirbt, zurücktritt oder des Amtes enthoben wird, so wird ein Nachfolger für die verbleibende Amtszeit gewählt. Ob diese Wahl gemeinsam mit der nächsten Kongresswahl stattfindet oder so bald wie möglich eine gesonderte Wahl abgehalten wird, ist in den Staaten unterschiedlich geregelt. Wo die Wahl nicht sofort abgehalten wird, hat in den meisten Staaten der Gouverneur das Recht, einen Nachfolger zu ernennen. Ob er dabei völlig frei ist oder einen Kandidaten der gleichen Partei bestimmen muss, der der ausgeschiedene Senator angehörte, ist ebenfalls unterschiedlich geregelt.

## Anfängliche Zusammensetzung und neue Staaten
In Artikel 1, Abschnitt 3 der Verfassung der Vereinigten Staaten war festgelegt, dass nach der ersten Wahl der Senatoren diese in drei Klassen aufzuteilen seien. Die initiale Amtszeit der Senatoren der Klasse I sollte zwei Jahre betragen, für Klasse II vier Jahre und für Klasse III sechs Jahre. Beim ersten Zusammentritt des Senats waren erst 20 Senatoren aus 10 Staaten gewählt, da North Carolina und Rhode Island die Verfassung noch nicht ratifiziert hatten, und New York noch keine Senatoren gewählt hatte, da das dafür notwendige Wahlgesetz noch nicht verabschiedet war.
Ein Komitee aus den drei Senatoren Charles Carroll (Maryland), Oliver Ellsworth (Connecticut) und William Few (Georgia) teilte die Senatoren willkürlich in drei Gruppen zu sieben, sieben und sechs Senatoren so auf, dass die beiden Senatoren eines Staates jeweils zwei unterschiedlichen Gruppen angehörten. Anschließend zog jeweils ein Senator jeder Gruppe ein Los, wodurch die Zugehörigkeit der Gruppe zu einer der drei Klassen bestimmt wurde.
Nimmt die Union einen weiteren Staat auf, losen dessen Senatoren nach der Wahl aus, welcher zu welcher Klasse gehört. Die Senatssitze neu aufgenommener Staaten werden so auf die Klassen verteilt, dass diese möglichst gleich groß bleiben. Sollten die USA also einen 51. Staat aufnehmen, so kämen dessen Senatoren in die Klassen I und II. Dadurch hat mindestens einer der neuen Senatoren eine erste Amtszeit, die kürzer ist als sechs Jahre.
Wenn beide Senatoren eines Staates gleichzeitig zur Wahl stehen (wegen Vakanz oder bei einem neu aufgenommenen Staat), werden die Wahlen trotzdem getrennt durchgeführt. Vor der Ratifizierung des 17. Zusatzartikels wurde dies in manchen Staaten anders gehandhabt; als gewählt zählten dann die beiden Kandidaten mit den meisten Stimmen, wobei der erstplatzierte der Klasse zugeteilt wurde, die die längere verbleibende Amtszeit hatte.

## Die drei Klassen

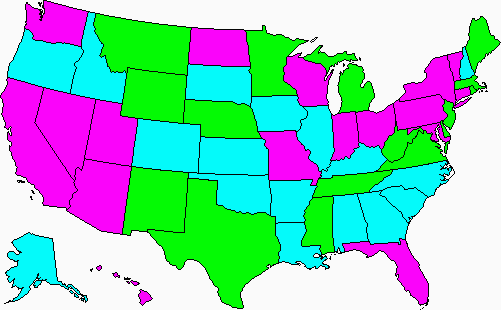
Staaten, die stets beide Wahltermine gemeinsam haben, sind jeweils mit der gleichen Farbe dargestellt, grün: Klassen 1 und 2, violett: Klassen 1 und 3, blau: Klassen 2 und 3

Da jeder Staat zwei Senatoren hat, die Staaten aber unterschiedlich groß sind, und die Klassen per Zufall zugeteilt werden, repräsentieren die verschiedenen Klassen unterschiedliche Anteile der US-Bevölkerung. Seit dem frühen 19. Jahrhundert repräsentiert die Klasse II nur etwa 50 bis 60 % der US-Bevölkerung, während die Klassen I und III jeweils etwa 70 bis 75 % der Bevölkerung repräsentieren (da jeder Staat zwei Senatoren hat, ist die Summe 200 %). Das liegt daran, dass mehrere bevölkerungsreiche Staaten, wie Kalifornien, New York, Florida, Pennsylvania und Ohio Senatoren der Klassen I und III (in der Karte violett) wählen.

### Klasse I
Als Klasse I wird diejenige bezeichnet, deren Angehörige 1789 mit zweijährigen Amtszeiten begannen. Die folgenden Wahlen fanden bzw. finden im November derjenigen Jahre statt, die bei der Division durch 6 einen Rest von 2 aufweisen, also 1790, 1796, …, 2024, 2030, 2036 usw. Zur Klasse I gehören zurzeit 33 Senatoren (in der Karte grün oder violett), nämlich jeweils ein Senator aus
Arizona,
Connecticut,
Delaware,
Florida,
Hawaii,
Indiana,
Kalifornien,
Maine,
Maryland,
Massachusetts,
Michigan,
Minnesota,
Mississippi,
Missouri,
Montana,
Nebraska,
Nevada,
New Jersey,
New Mexico,
New York,
North Dakota,
Ohio,
Pennsylvania,
Rhode Island,
Tennessee,
Texas,
Utah,
Vermont,
Virginia,
Washington,
West Virginia,
Wisconsin und
Wyoming.
Von den 33 Senatoren der Klasse I sind derzeit 19 Demokraten und zehn Republikaner; hinzu kommen der ehemalige Demokrat Joe Manchin aus West Virginia, die ehemalige Demokratin Kyrsten Sinema aus Arizona, der mit Unterstützung der Demokraten gewählte Unabhängige Bernie Sanders aus Vermont sowie Angus King aus Maine. Alle vier unterstützen die Demokraten (Stand: November 2024). Ihre Amtszeit endet regulär am 3. Januar 2025. Nach dem vorläufigen Wahlergebnis der Senatswahl 2024 werden der Klasse I ab dem 3. Januar 2025 17 Demokraten und 14 Republikaner sowie die Unabhängigen Sanders und King angehören. Die Amtszeit der neu oder wiedergewählten Senatoren endet regulär am 3. Januar 2030.

### Klasse II
Als Klasse II wird diejenige bezeichnet, deren Angehörige 1789 mit vierjährigen Amtszeiten begannen. Die folgenden Wahlen fanden bzw. finden im November derjenigen Jahre statt, die bei der Division durch 6 einen Rest von 4 aufweisen, also 1792, 1798, …, 2020, 2026, 2032 usw. Zur Klasse II gehören zurzeit 33 Senatoren (in der Karte grün oder blau), nämlich jeweils ein Senator aus
Alabama,
Alaska,
Arkansas,
Colorado,
Delaware,
Georgia,
Idaho,
Illinois,
Iowa,
Kansas,
Kentucky,
Louisiana,
Maine,
Massachusetts,
Michigan,
Minnesota,
Mississippi,
Montana,
Nebraska,
New Hampshire,
New Jersey,
New Mexico,
North Carolina,
Oklahoma,
Oregon,
Rhode Island,
South Carolina,
South Dakota,
Tennessee,
Texas,
Virginia,
West Virginia und
Wyoming.
Von den 33 Senatoren der Klasse II gehören derzeit 13 der Demokratischen Partei an, 20 den Republikanern (Stand: November 2024). Ihre Amtszeit endet regulär am 3. Januar 2027.

### Klasse III
Als Klasse III wird diejenige bezeichnet, deren Angehörige 1789 mit sechsjährigen Amtszeiten begannen. Die folgenden Wahlen fanden bzw. finden im November derjenigen Jahre statt, die durch 6 teilbar sind, also 1794, 1800, …, 2022, 2028, 2034 usw. Zur Klasse III gehören zurzeit 34 Senatoren (in der Karte violett oder blau), nämlich jeweils ein Senator aus
Alabama,
Alaska,
Arizona,
Arkansas,
Colorado,
Connecticut,
Florida,
Georgia,
Hawaii,
Idaho,
Illinois,
Indiana,
Iowa,
Kalifornien,
Kansas,
Kentucky,
Louisiana,
Maryland,
Missouri,
Nevada,
New Hampshire,
New York,
North Carolina,
North Dakota,
Ohio,
Oklahoma,
Oregon,
Pennsylvania,
South Carolina,
South Dakota,
Utah,
Vermont,
Washington und
Wisconsin.
Von den 34 Senatoren der Klasse III gehören derzeit 15 der Demokratischen Partei an, 19 den Republikanern (Stand: November 2024). Ihre Amtszeit endet regulär am 3. Januar 2029.

## Wahljahre
In der Tabelle sind die jeweils letzte und nächste Wahl für jede der drei Klassen aufgeführt, die Navigationsleiste enthält alle regulären Senatswahlen, zu denen Artikel vorhanden sind. Der Wahltag ist immer der erste Dienstag nach dem ersten Montag im November, kann also auf den 2. bis 8. November fallen. Zusätzlich kann es für einzelne Senatssitze Nachwahlen geben, wenn ein Senator vorzeitig ausscheidet.
| Klasse     | Letzte Wahl      | Nächste Wahl     |
| ---------- | ---------------- | ---------------- |
| Klasse II  | 3. November 2020 | 3. November 2026 |
| Klasse III | 8. November 2022 | 7. November 2028 |
| Klasse I   | 5. November 2024 | 5. November 2030 |